# Hotel Furchester
Hotel Furchester (ang. The Furchester Hotel) – brytyjski program kukiełkowy, w Polsce emitowany od 14 września 2015 na kanale CBeebies.

## Fabuła
"Hotel Furchester" to program dla dzieci w wieku, którego akcja toczy się w prawie luksusowym hotelu prowadzonym przez kochającą się rodzinę uroczych, choć nie koniecznie zorganizowanych potworów. Motywem przewodnim programu jest zachęcenie dzieci do twórczego rozwiązywania problemów. Mali widzowie spotkają tu swoje ulubione postacie z "Ulicy Sezamkowej", takie jak Elmo czy Ciasteczkowy Potwór, ale poznają także zupełnie nowych bohaterów. Kiedy w hotelu pojawiają się goście, wita ich właścicielka, Funella Furchester, jej kochający mąż Furgus Fuzz, oraz ich córka – Phoebe Furchester-Fuzz. Towarzyszą im Elmo, kuzyn Phoebe, który czasowo mieszka z Furchesterami, oraz Ciasteczkowy Potwór, który dostał pracę marzeń jako pokojowy i kelner w hotelowej restauracji. Ostatnim członkiem obsługi jest Isabel – futrzany dzwonek w recepcji, który obwieszcza przybycie gości.

## Obsada
- Louise Gold – Funella Furchester
- Andrew Spooner – Furgus Furchester
- Sarah Burgess – Pheobe Furchester-Fuzz
- Ryan Dillon – Elmo
- David Rudman – Ciasteczkowy Potwór
- Neil Sterenberg/Mak Wilson – pan Harvey P. Dull[2]

## Wersja polska
W wersji polskiej wystąpili:
- Małgorzata Musiała – Funella Furchester
- Maja Panicz – Phoebe Furchester-Fuzz
- Paweł Mielewczyk –
  - Furgus Fuzz,
  - Elmo,
  - pan reżyser (odc. 1)
- Tomasz Przysiężny – Ciasteczkowy Potwór
- Mikołaj Mikołajewski –
  - pan Harvey P. Dull,
  - profesor Wełenka (odc. 4),
  - Superbanan (odc. 19),

i inni
Dialogi: Małgorzata Musiała (odc. 53-78)
Realizacja dźwięku:
- Marcin Kalinowski (odc. 1-52),
- Mikołaj Mikołajewski (odc. 53-78)

Opracowanie muzyczne: Karolina Kinder (odc. 1-52)
Reżyseria: Paweł Żwan (odc. 53-78)
Kierownictwo produkcji: Paweł Żwan
Opracowanie wersji polskiej: Studio Tercja Gdańsk dla Hippeis Media International
Lektor tyłówki: Jacek Labijak